# 李膺 (1946年)
李膺（1946年11月—），男，回族，甘肃秦安人，中华人民共和国政治人物。

## 生平
生于甘肃省秦安县城南下关，历任甘肃省清水县长、张家川回族自治县委书记、兰州市城关区区长、兰州市政府秘书长、兰州市副市长、甘肃省民族事务委员会主任、甘肃省教育厅长等职，2003年升任甘肃省人民政府副省长，2007年转任甘肃省人大常委会副主任。